# K. B. McFarlane
Pour les articles homonymes, voir McFarlane.
Kenneth Bruce McFarlane (18 octobre 1903 - 16 juillet 1966) est l'un des historiens les plus influents du XXe siècle sur l'Angleterre de la fin du Moyen Âge.

## Biographie
McFarlane est né le 18 octobre 1903, le seul enfant d'A. McFarlane. Son père est fonctionnaire de l'Amirauté et l'enfance du jeune McFarlane est malheureuse. Cela explique peut-être la profonde mélancolie qui semblait envahir une grande partie de sa vie d'adulte. Sa famille l'envoie à l'école publique du Dulwich College en tant qu'externe. McFarlane n'aime pas particulièrement l'atmosphère de l'école publique. En 1922, il obtient une bourse pour étudier l'histoire à l'Exeter College d'Oxford. Son tuteur pendant ces années est C. T. Atkinson (en). Après l'achèvement de son doctorat en philosophie sur les prêts du cardinal Beaufort à la Couronne anglaise (septembre 1927), McFarlane devient fellow du Magdalen College, où il reste toute sa carrière.
De nombreux collègues et étudiants de McFarlane le trouvent difficile à approcher, mais pour ceux qui pouvaient percer la façade, il est un véritable ami. McFarlane trouve également, grâce à l'aide de sa grande amie Helena Wright et de sa famille, une maison et une sorte de famille. Dans la maison de Wright, il découvre qu'il pouvait être lui-même et trouver un refuge contre le train-train quotidien de l'Université et un lieu de joie. McFarlane ne s'est jamais marié.
Sa contribution la plus importante dans le domaine est sa révision de la compréhension des relations féodales de la fin du Moyen Âge, connues sous le nom de « féodalisme bâtard ». L'ancien consensus, promu principalement par William Stubbs, est que le paiement du service dans les relations féodales a favorisé la cupidité et les conflits civils. McFarlane, cependant, souligne l'effet positif d'un tel système, et d'autres formes de patronage, comme un domaine d'intérêt commun pour la Couronne et l'aristocratie terrienne. Selon Christine Carpenter dans Wars of the Roses - Politics and the constitution in England c. 1473-1509 (Cambridge University Press 1997): "Il est difficile d'exagérer l'impact du travail de McFarlane, en particulier à Oxford où il a enseigné. Toute une génération d'étudiants y a été inspirée pour travailler sur ce qui avait été un siècle très négligé ; presque tous les historiens politiques de l'Angleterre des XIVe et XVe siècles aujourd'hui, y compris l'auteur actuel, sont, sur le plan académique, les enfants ou petits-enfants, voire les arrière-petits-enfants, de McFarlane. » Elle le décrit également comme étant responsable d'un "changement de paradigme". Dans un débat plus récent, il est souligné que McFarlane a créé une "métaphore paradoxale - l'image d'un phénomène pollué, sale, pour ainsi dire contaminé - du féodalisme" qui a conduit à des termes comme "l'urbanisme bâtard" (terme inventé par les historiens du XIXe siècle pour caractériser le féodalisme tel qu'il s'est formé à la fin du Moyen Âge, principalement en Angleterre).
En juillet 1966, alors qu'il cherche une maison avant sa retraite, McFarlane est "pris en embuscade par un accident vasculaire cérébral qui le tue sur le coup".

## Ouvrages
Bien que son érudition et ses méthodes aient eu une grande influence sur les historiens ultérieurs, McFarlane n'a pas beaucoup publié de son vivant. Son livre Lancastrian Kings and Lollard Knights, est publié en 1972, ses conférences Ford de 1953, sont publiées en 1980 sous le titre The Nobility of Later Medieval England, et les essais et articles plus courts publiés par son élève G. L. Harriss en 1981 sous le titre England in the Fifteenth Century. Une grande partie de son influence sur l'historiographie est le résultat de ses étudiants en doctorat, qui ont occupé des postes dans de nombreuses universités britanniques.
Letters to Friends, 1940–1966, édité par G. L. Harriss, contient une sélection de la grande collection de correspondance déposée au Magdalen College et publiée en privé par le collège en 1997. La grande majorité de la correspondance de McFarlane reste inédite.